# 直奔标竿
直奔标竿（The Purpose Driven Church: Growth Without Compromising Your Message & Mission）是一本基督教圣经研究书籍，由 Zondervan 出版于1995年，作者是美国加利福尼亚州南部橙县森林湖马鞍峰教会的创建者和主任牧师华理克。
这本书以牧师和教会领袖为对象，劝告他们，事奉必须根据神的目的，而不是他们自己的思想，因此提出了目标导向的术语。华理克认为，这些神的目的包括敬拜、团契、操练、事工和福传，它们源自大诫命（马太福音22:37–40）和大使命（马太福音28：19-20）。
华理克写道，每个教会都是受某种东西驱动的。传统、财务、项目、个性、活动、寻求者，甚至建筑物，都有可能成为教会的控制力量。但他相信，为了使教会健康，必须围绕耶稣给与教会的五大新约目标 来建造教会。华理克宣称，问题在于教会的健康，而不是教会的增长。“如果你的教会是健康的，成长将自然而然地发生。”健康、持续的增长是五大目标平衡的结果。